# シャー・ナーメ

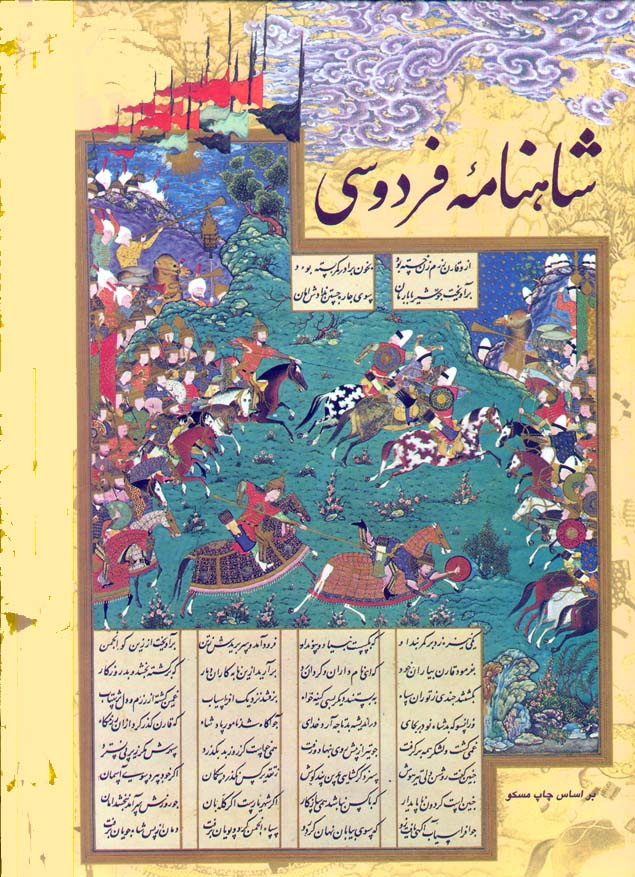
シャー・ナーメ

『シャー・ナーメ』（ペルシャ語: شاهنامه、Šāh nāmah）とは、叙事詩人フェルドウスィーがペルシア語で作詩したイラン最大の民族叙事詩。約6万対句にも及ぶ大作である。『王書』とも訳される。

## 概要
サーサーン朝時代に編まれたペルシア通史である『フワダーイ・ナーマグ』（Khwaday-Namag）を元にして、サーマーン朝支配のペルシアの詩人フェルドウスィーが980年頃より作詩に着手したといわれ、30年以上の年月をかけて1010年に完成した。フェルドウスィーは当初、サーマーン朝の君主に作品を献呈するつもりであったが、999年に同朝は滅んでしまったため、ガズナ朝のマフムードに捧げることとなった。
その内容は、古代ペルシアの神話、伝説、歴史の集大成であり、最初の王カユーマルスからサーサーン朝滅亡に至る4王朝歴代50人の王の治世が述べられている。特に聖王ジャムシード（アヴェスターのイマ王）や、暴君ザッハーク（アヴェスターのアジ・ダハーカ）、霊鳥シームルグ、英雄ロスタムとその息子ソホラーブの悲劇などはよく知られている。イランにおいては、きわめてよく知られた国民的な叙事詩であり、多くの写本がつくられた。
ただし、イランがイスラム化された以後に作詩された叙事詩なので、ゾロアスター教やそれ以前に由来する神話に関しては、一神教の教義に抵触しないような改変がなされている。
なお、概ねサーサーン朝の版図に相当する伝統的イランの地は、イスラーム以前には「イーラーン」ないし「イーラーンシャフル」と呼ばれていた。「イーラーンシャフル」の語は、イスラーム期にはいると文献からほとんど姿を消してしまったが『シャー・ナーメ』においては例外的に使われている。

## 構成
『シャー・ナーメ』は神話・伝説・歴史の三部構成から成る。第一部は初期文明の神話時代であり、第二部は英雄たちの活躍する時代、そして最後の三部はサーサーン朝歴代の王の統治時代が語られ、最後の王まで辿り着く。歴史時代の記述は『シャー・ナーメ』の全体の5分の1を占めている。
こうした構成を持つ『シャー・ナーメ』のうち、最もよくイラン人の心を打つのは伝説部の、「廻る天輪」が人間に対して企む善悪様々な所業の絵模様である。詩人は主要人物が死ぬたびに、人の世の儚さ、与えては奪う運命の惨さを嘆く。
フェリードゥーン王は三王子の首を前にして悲痛な嘆声をあげる。我が子をそれと知らず我が手で殺したロスタムの嘆き。ロスタムの死を嘆く老母の狂気等、『シャー・ナーメ』には「嘆き」の場面が繰り返し登場する。岡田によれば、このような言葉による「嘆き」のエネルギー、この情熱が、ペルシア詩のそしてまたイラン人の否定し難い特質であるという。

## 成立の背景
紀元前6世紀にペルシアのアケメネス朝が興った。現在のイランを中心に東西に拡大したこのペルシア大帝国は、前230年のアレクサンダー大王の東進で崩壊した。大王の死後、その広大な領域はいくつかに分断され、ついで、中央アジア起源のパルティア人がペルシャ全土を領有し、そのパルティア王国は紀元後三世紀まで続いた。
226年、数世紀続いたこの異民族国家を倒して、サーサーン朝ペルシアが成立した。新王朝は古代ペルシアの宗教ゾロアスター教を国教と定めた。651年、ムハンマド創始のイスラーム教を奉じるアラブ人の攻撃でペルシア王朝は崩壊した。新王朝はイラン人のゾロアスター教から、イスラーム教への改宗、アラビア文字の使用などを推進していったが、9世紀ごろまでは既存のペルシア文化が残っていた地域もある。
以後、中世を通じてペルシアにはトルコ・モンゴルの異民族王朝が興亡する。このトルコとは、今日の東欧・小アジアのトルコではなく、シャー・ナーメの中でトゥーラーンとしたペルシア東方の国、つまり、フェリードゥーン王がトゥールに与えた国のことである。このようにペルシアはまずアラビア半島から興ったイスラーム・アラブ勢力下に入ったあと、次に東方から興ったトルコ・モンゴルという民族大移動の大きな影響を受けることになった。
サーサーン朝ペルシアがアラブの侵攻で倒れて三百数十年、『シャー・ナーメ』は現イランの北東部マシュハドの近くの村にすむ詩人郷土の手で書かれた。
ペルシア高揚の精神を盛った『シャー・ナーメ』は、30年余りにも及ぶフェルドゥスィーの努力によって完成したが、こうした試みは彼以前にもいくつかみられる。フェルドゥスィーが『シャー・ナーメ』の完成にあたり、用いた資料として、①トゥースの大守アブー・マンスールの命令で編纂された散文作品、②ダギーギーによる詩が挙げられる。

## ゾロアスター教：二元の宇宙論
『シャー・ナーメ』には、「善悪二元論」の世界観が根底にある。ゾロアスター教は、大初、光は上方にあり、光は善にして神、闇は下方にあり、闇は悪にして魔神という考え方である。暗黒をさまよううち、魔神は光を認め、破壊の本能に従い攻撃を開始する。善神は次のように考えた。「悪が絶え間なく永遠に活動すれば、世界は分裂し破壊にいたることもありうる。」そこで善神は、光と闇の戦に3000年ずつ3期の期限を設けることを提案し、悪神はそれに同意し闇の世界に戻った。ゾロアスター神話では、宇宙開闢からこの3000年・3期の提案までにすでに3000年が経過している。つまり世界の初めから終末、最後の審判と復活までに3000年ずつ4期の合計12000年が算定されているのである。
第一の3000年期が終わると、第二の3000年期の第一年目、善神アフラ・マズダーは光の世界に創造物を表していくが、悪神アフリーマンは闇の底に無意識のまま眠っていた。神は輝く金属または石のような硬い物質で、まず天空を創造する。神の第二の創造は水である。星の領域にある山の頂に泉があらわれ、流れ出た水が宇宙の大海ウォルカシャに注がれる。第三の創造は大地であった。ウォルカシャ海に巨大な島のようにあらわれた大地は円盤状をなし、その数は6とも7とも言われる。まだ生物のいない原初の大地は山もなく平坦で、時のながれもないかのように平穏であった。神の創造の第四の創造は植物、第五は動物、そして最後が人間であった。天空から始まったアフラ・マズダーの創造がこれで終わった。ここまでで一年以上が経過している。被造物は全て理想の状態にあり、木に棘はなく、苦い実をつけない。最初の動物は、月のように輝く白い牛であった。そして最初の人間は太陽のように輝き、3000年を安らかに生きた。彼らは何も食べず、動かず、老衰を知らなかった。
しかし悪神アフリーマンが暗闇の睡りから目覚め活動を開始する第三の3000年期に、平和は破られる。深い無意識の睡りからアフリーマンを目覚めさせたのは、悪の化身ジャヒーであった。彼女は悪神にいう。「人間と牛に苦悩の味を知らしめ、この世が生きるに値しないことを思い知らせてやりましょう。」
闇の世界のあらゆる悪魔たちが集められ、第3期3000年の攻撃が始まった。邪悪の軍勢が地表を覆い、大地は激しく震撼する。太陽・月・星々は天空に固定され地上に平穏な光を注いでいたが、悪の騒乱に揺り動かされて穹窿を廻り始めた。貪欲・病気・飢餓、無気力が人間と牛を苦しめ、秩序は混沌に、真実は虚偽に変わり、悪神アフリーマンが勝利し闇が光を覆うかと思われる。勝ち誇った悪の軍団が暗黒の本土に戻ろうとした時、甲冑を着た精霊の大軍がその行き先を遮り、透明の硬貨の円盤を上方にかけた。悪は、この善の天空の下から逃れられない。いわば魔神たちを閉じ込めたこの世に再び生命が蘇る。死んだ原始の牛の四肢から穀物と薬草が、原始人間の精液から大黄草が芽生えてくる。互いに絡み合い成長するこの草は人間の兄妹であり、彼らの交わりから人類は増殖していく。この世に死が行き渡るかと見えたが、死から生が蘇ったのである。
悪の攻撃から始められた第3期3000年の間、善と悪との抗争は続き、文明初期の社会にまでくる。そしてこの二元論宗教の教祖ゾロアスターは紀元前1000年または600年頃に生きた。彼の死後、1000年ごとに救世主が現れ、最後の救世主は処女懐胎によって生まれ、彼によって完き善が到来した。病と死が絶え、死者は復活し最後の審判を受ける。そこでは天国に行く者も、地獄に堕ちる者もいた。アフリーマンは地獄に逃亡し、彼がこの世に出てくるために作った穴が塞がれた。大地は平坦になり、人間の魂と肉体の理想的統一、悪が侵入する以前の完全な状態に戻った。
このような二元の思想は、アッラーを唯一神とするイスラーム教の原理とは一致しない。しかし、『シャー・ナーメ』にこういった世界観があらわれているように、ペルシアの地に生まれた人々の心からこの伝統的感情は消し難いものといえる。

## 後代への影響
後代への影響としては、11世紀にセルジューク朝に仕えたイラン人宰相のニザームルムルク（ニザーム・アルムルク）が、自著の『統治の書』（スィヤーサト・ナーメ）において、模範的君主として『シャー・ナーメ』に収載された伝説上の英雄も取り上げて統治の要諦を説き、その一方で、トルコ人王朝であるセルジューク朝の由来を『シャー・ナーメ』に登場するアフラースィヤーブにまでさかのぼると説明していることが挙げられる。文人としても名高いイラン人ニザームルムルクにとって『シャー・ナーメ』はそれだけ身近な作品であっただけでなく、イラン的世界とトルコ的世界とを結びつけようという彼の意図をそこに看取することができるのである。
また、12世紀末にセルジューク朝最後の君主トゥグリル3世に仕えた歴史家ラーヴァンディー Muḥammad b. ʻAlī b. Sulayman al-Ravandī の『胸臆の安息（歴史における胸臆の安息と喜悦の表象 Rāḥat al-Ṣudūr, Rāḥat al-Ṣudūr wa Āyat al-Surūr dar Ta'rīkh）』（トゥグリル3世の死後の1202年に執筆を始め、1207年にルーム・セルジューク朝のカイ・ホスロー1世に献呈された）は、セルジューク朝関係資料のひとつとして知られるが、アラビア語の警句やハディース（ムハンマドの言行録）、『クルアーン』の引用のほか、『シャー・ナーメ』が引用されている。
サファヴィー朝の時代においては、タフマースブ1世の工房で名匠たち（ビフザードなど）によって共同で描かれた16世紀の『シャー・ナーメ』の挿絵 （「シャー・タフマースプの偉大なるシャー・ナーメ」）が特に有名で、250以上もの極彩色のミニアチュールを含む巨大な写本であり、写本芸術の最高峰とされる。
レザー・パフラヴィー（レザー・シャー）の登場した20世紀前半のイラン・ナショナリズムの潮流にあっては、『シャー・ナーメ』は国民的叙事詩、作者フェルドウスィーは国民的詩人として顕彰された。1934年には、日本を含む17か国から著名な東洋学者40人を招いて「フェルドウスィー生誕1000年祭」がひらかれている。また、『シャー・ナーメ』のなかの一節「知は力なり」はイランの教育標語に指定され、以後、パフラヴィー朝支配の約半世紀にわたって教育現場や教育行政においてあらゆる機会に用いられてきた。

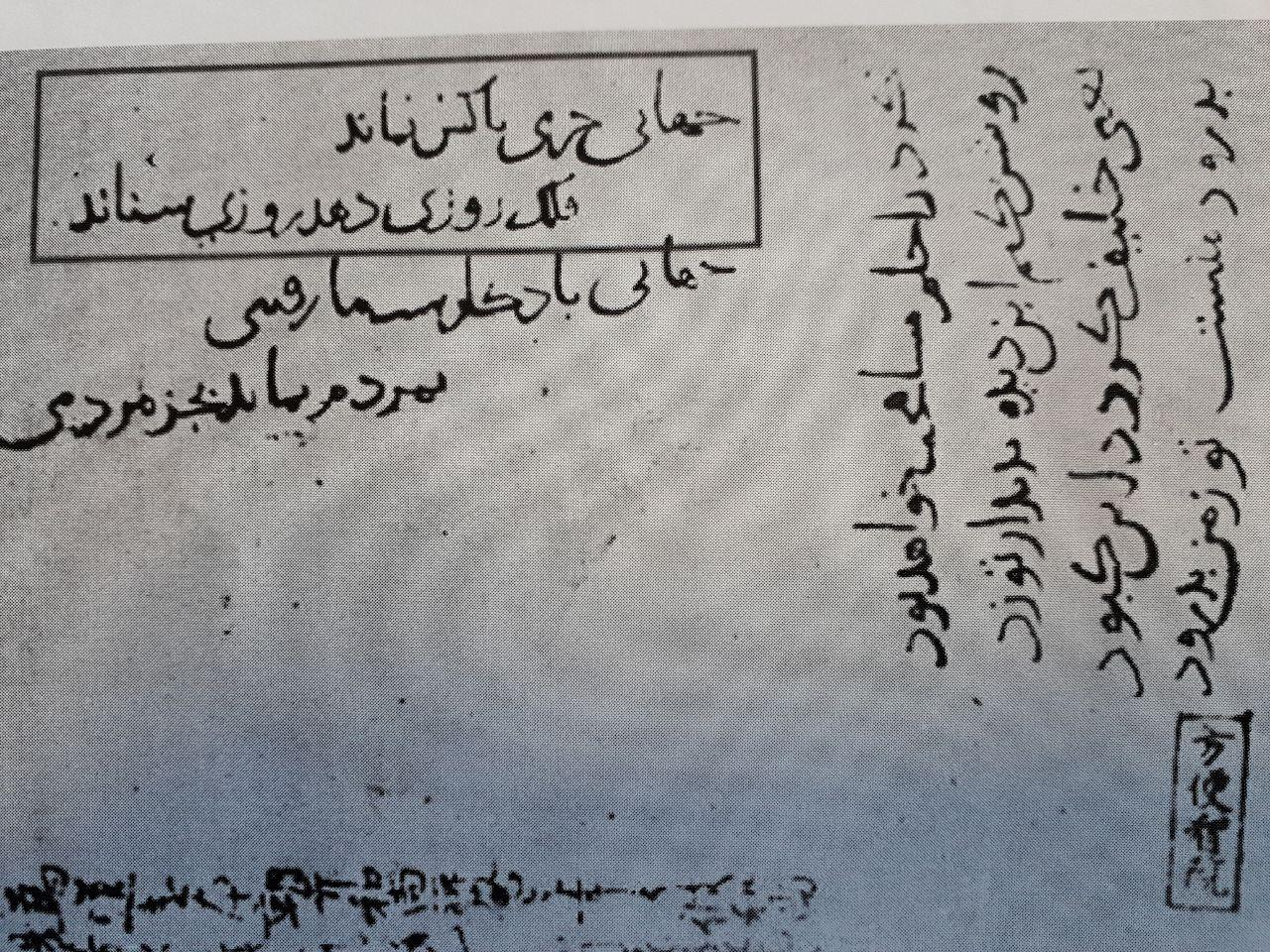
紙本墨書南番文字（原本）

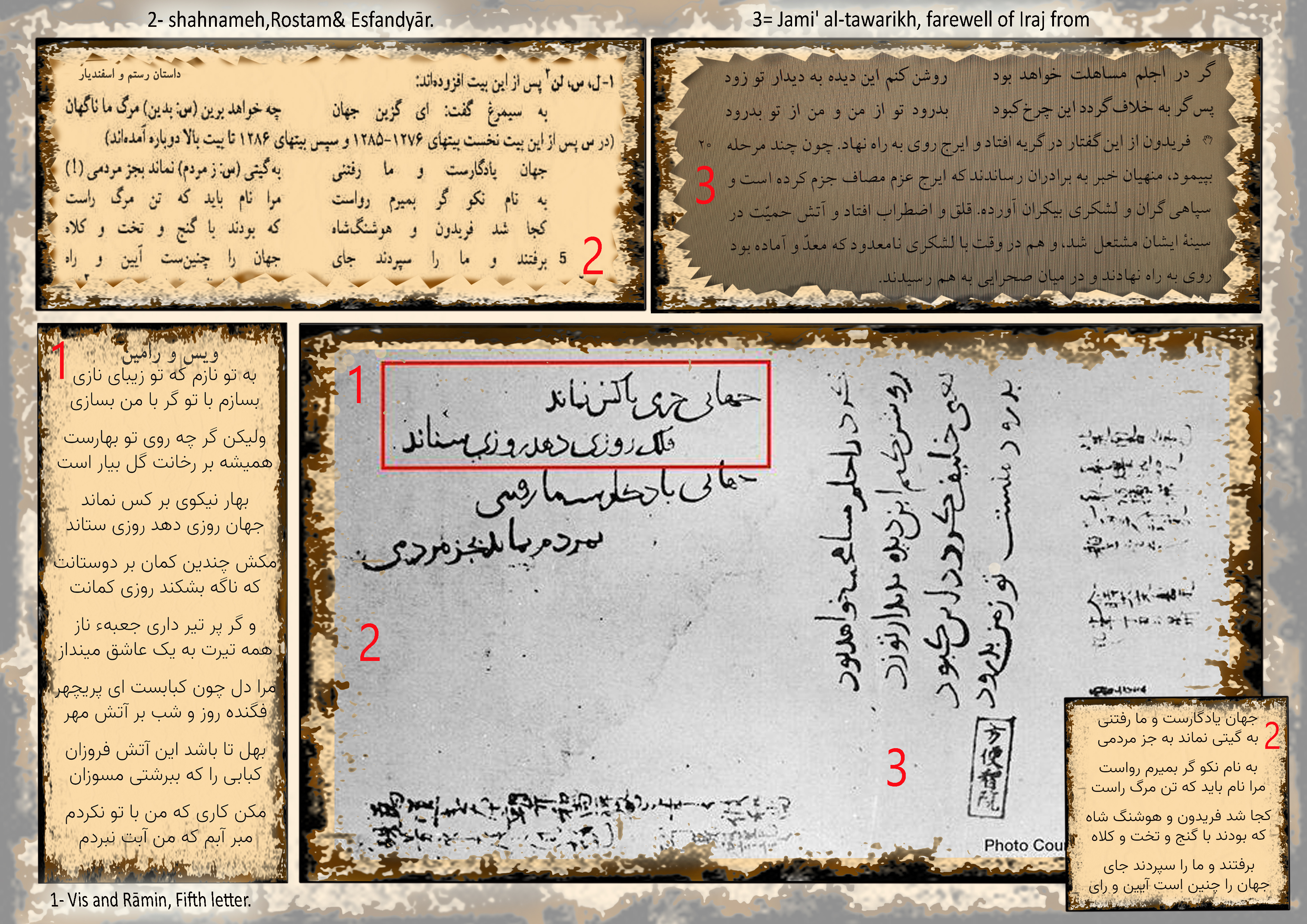
1217年の紙本墨書南番文字に記載の、シャー・ナーメの一節（パート2の部分）

なお、日本に現存するペルシア語の文書としては最古のものである紙本墨書南番文字には、『ヴィースとラーミーン』の詩句

جهان خرمى با كس نماند

فلك روزى دهد روزى ستاند
幸福は永遠ではなく、富は誰人にとっても永続するものではない

神はある日幸福と幸運を与え、そして別の日には奪い去る
に続いて、次のシャー･ナーメからの詩が引用されている。

جهان يادگارست و ما رفتنى

به مردم نماند به جز مردمى
世界は遊覧、思い出の場所であり、我らは去りゆく者

善行と奉仕のほかに、人間に残るものはない

## 日本語訳
- 黒柳恒男 訳『王書（シャー・ナーメ） ―ペルシア英雄叙事詩』平凡社〈東洋文庫〉、1969年。ISBN 978-4582801507。
- 岡田恵美子 訳『王書 ―古代ペルシアの神話・伝説』岩波書店〈岩波文庫〉、1999年。ISBN 978-4003278611。